# École Nationale d'Administration
École Nationale d'Administration (ENA) er en fransk forvaltningsskole oprettet i 1945 af Charles de Gaulle med det formål at uddanne topledere til statsforvaltningen. ENA er en såkaldt "grande école", hvor optagelse finder sted gennem vanskelige adgangsprøver med tusindvis af ansøgere. ENA er i de senere år gradvist blevet flyttet fra sine oprindelige lokaler i Paris til Strasbourg med henblik på at styrke skolens europæiske profil.
Også enkelte danske embedsmænd har gennem årene fået mulighed for at studere på ENA, der tillige har et internationalt program.
Blandt skolens tidligere elever (også kaldet "Enarker") finder man:
- Franske præsidenter: Valéry Giscard d'Estaing, Jacques Chirac, François Hollande og Emmanuel Macron.
- Premierministre: Laurent Fabius, Michel Rocard, Édouard Balladur, Alain Juppé, Lionel Jospin og Dominique de Villepin
- Øvrige ministre: Philippe Séguin, Elisabeth Guigou, Martine Aubry
- Andre: Pascal Lamy, Jean-Claude Trichet, Andreas Kaplan, Michel Camdessus, Ségolène Royal